# Åmose Å
Åmose Å är ett vattendrag på Själland i Danmark. Det rinner upp cirka nio kilometer norr om Ringsted och rinner i nordvästlig riktning. Strax söder om Jyderup byter vattendraget namn till Halleby Å. Tillsammans bildar de ett vattendrag på drygt 50 kilometer.